# 291325 de Tyard
291325 de Tyard este o planetă minoră (asteroid) din centura de asteroizi. A fost descoperită pe 29 ianuarie 2006 la Nogales de Jean-Claude Merlin⁠(d). 
Obiectul prezintă o orbită caracterizată de o semiaxă mare de 2,5940282807376 UAi, o excentricitate de 0,14, o înclinație de 5,2 ° în raport cu ecliptica.